# Mary Amiri
Mariam „Mary“ Amiri (* 6. September 1971 in Frankfurt am Main) ist eine deutsche Fernsehmoderatorin.

## Leben
Amiri, deren Vater aus dem Iran stammt, absolvierte das Abitur und ein Studium der Soziologie an der Johann Wolfgang Goethe Universität, welches sie mit dem Diplom abschloss. Amiri besuchte in New York eine Schauspielschule. Im Jahr 2008 erschien in der Juni-Ausgabe des deutschen Playboy eine Fotostrecke mit Amiri.
Sie ist Mutter einer Tochter.

## Moderation
Nach ihrem Studium arbeitete sie beim Hessischen Rundfunk. Ihre erste Moderation war die Sendung live@five beim Disney Channel. Weiterhin moderierte sie die Kindersendung Domino und hr XXL.
Amiri moderierte ab 2002 die Reisesendung Wolkenlos beim Privatsender VOX und trat somit die Nachfolge von Claudia Hiersche an.
Seit Oktober 2010 gehört sie zum Moderatoren-Team des Münchener Reisesenders sonnenklar.TV. Neben ihren TV-Auftritten arbeitet Amiri als Moderatorin auf Messen und für Firmenevents sowie als freiberuflicher Coach.